# Тур Ігор Олегович
І́гор Оле́гович Тур (2004—2023) — солдат збройних сил України, учасник російсько-української війни.

## Життєпис
Народився 25 жовтня 2004 року в селі Слоут Глухівського (з 2020 року — Шосткинського району) Сумської області.
По досягненню 19-річчя став до лав збройних сил України, був гранатометником у 79-й десантно-штурмовій бригаді.
Загинув 15 грудня 2023 року на Донеччині.

## Нагороди
- Орден «За мужність» III ступеня[1].